# Doryopteris apparicioi
Doryopteris apparicioi är en kantbräkenväxtart som beskrevs av Alexander Curt Brade. Doryopteris apparicioi ingår i släktet Doryopteris och familjen Pteridaceae. Inga underarter finns listade.